# Walter von Bergmann
Pour les articles homonymes, voir Bergmann.
Walter Friedrich Adolf von Bergmann (né le 16 avril 1864 à Magdebourg et mort le 7 mars 1950 à Berlin) est un général d'infanterie allemand de la Reichswehr.

## Biographie

### Origine
Walter est le fils du général d'infanterie prussien Julius von Bergmann (1834-1908) et de sa femme Hermine, née Goering (née en 1844).

### Carrière militaire
Bergmann intègre le 15 avril 1882 dans le 32e régiment d'infanterie de l'armée prussienne à Meiningen en tant qu'aspirant issu du corps des cadets et y est promu le 16 octobre 1882 au grade de sous-lieutenant. Du 6 octobre 1888 au 24 octobre 1889, il agit comme adjudant de bataillon et est ensuite muté dans la même fonction au 145e régiment d'infanterie à Metz. En tant que premier lieutenant (depuis le 22 mars 1891), il est affecté du 1er octobre 1891 au 31 juillet 1894 à l'Académie de guerre de Berlin et, entre-temps, le 25 mars 1893, au 3e bataillon de chasseurs à pied (de) à Lübben. Le 22 mars 1895, Bergmann rejoint le Grand État-Major général pour poursuivre sa formation, il devient capitaine le 19 mars 1896 et y reste jusqu'au 15 décembre 1899. Bergmann est ensuite affecté comme commandant de compagnie dans le 109e régiment de grenadiers (de) à Karlsruhe et est à nouveau muté au Grand État-Major général le 22 avril 1902. Peu de temps après, Bergmann est nommé premier officier d'état-major de la 30e division d'infanterie le 17 mai 1902 et promu major le 12 septembre 1902. En tant que tel, il occupa la même fonction à l'état-major général du 16e corps d'armée. Ceci est suivi par son transfert au Grand-État-Major général et son commandement simultané du ministère prussien de la Guerre. Le 19 décembre 1911, il prend en charge le département de l'armée en tant que chef et est promu colonel le 22 avril 1912. Le 4 juillet 1913, Bergmann est nommé commandant du 31e régiment d'infanterie à Altona qu'il commande jusqu'au début de la guerre.
Avec le déclenchement de la Première Guerre mondiale, Bergmann devient haut quartier-maître de la 1re armée. Il est promu au commandant de la brigade peu de temps après et promu major général la veille de Noël 1914. En tant que tel, il est chef d'état-major du groupe d'armées Lochow du 13 mai au 30 juin 1915, déployé sur le front ouest à La Bassée et Arras. Il est ensuite réintégré comme haut quartier-maître à la 1re armée et, à partir du 30 septembre 1915, dans la même fonction à la 12e armée. Il y sert ensuite comme chef d'état-major général. Pendant une courte période, Bergmann est chef d'état-major général de la 8e armée, puis est relevé de son poste le 16 novembre 1916 et mis à disposition de l'armée en tant qu'officier. Le 28 novembre 1916, Bergmann est nommé chef d'état-major général de l'administration militaire de Roumanie. Il y reste jusqu'au 24 février 1917, date à laquelle il prend le commandement de la 113e division d'infanterie, qui est initialement sous le commandement du Département d'armée C à l'ouest de Mulhouse en Alsace et engagée dans la guerre des tranchées. Dans le cadre de l'offensive du printemps 1918, des succès considérables sont remportés avec la prise de Maissemy et la poursuite de l'ennemi jusqu'aux environs de Montdidier. Pour cela, il reçoit le 8 mai 1918 l'Ordre Pour le Mérite. Le 15 juin 1918, Bergmann est promu Generalleutnant et à ce titre, Bergmann est chargé le 22 septembre 1918 de diriger le 66e corps (de), poste qu'il occupe jusqu'à la fin de la guerre.
Après la fin de la guerre, il est de nouveau mis à disposition comme officier par l'armée, mais est nommé le 19 janvier 1919 commandant de la 13e division d'infanterie. Dans la Reichswehr, Bergmann est à partir du 8 octobre 1919 commandant du 5e district militaire (Stuttgart), à partir du 8 avril 1920 chef du Reichswehr-Gruppenkommando 1 et à partir du 27 septembre 1920 son commandant en chef. Dans cette fonction, il est promu général d'infanterie le 18 décembre 1920. Bergmann quitte le service actif le 31 décembre 1922 et est mis à la retraite.
Après ses adieux, Bergmann est nommé le 31 octobre 1925 chef du 6e régiment d'infanterie (de) à Lübeck avec le colonel Hartwig von Bülow (de) comme commandant de régiment, puis le 20 avril 1937, chef du 90e régiment d'infanterie à Hambourg.

## Décorations
- Croix de fer de 2e et 1re classe[2]
- Ordre de l'Aigle rouge de 2e classe avec épées et feuilles de chêne[2]
- Ordre de la Couronne de 2e classe avec épées et étoile[2]
- Insigne des blessés (1918) en noir[2]
- Croix de service[2]
- Ordre du Mérite militaire bavarois de 2e classe[2]
- Commandant de 1re classe de l'Ordre d'Albert avec épées[2]
- Commandant de 2e classe de l'Ordre de Frédéric avec épées[2]
- Commandant de 2e classe de l'Ordre du Lion de Zaeringen[2]
- Croix hanséatique de Hambourg[2]
- Croix du Mérite militaire du Mecklembourg de 2e classe[2]
- Croix pour distinction en temps de guerre (de) de 2e classe[2]
- Croix de chevalier de 2e classe de l'Ordre de la Maison ernestine de Saxe avec épées[2]
- Croix d'honneur reussoise de 1re classe avec épées[2]
- Commandeur de l'Ordre de François-Joseph[3]
- Étoile de Gallipoli[2]